# タラサ
タラサ（カタルーニャ語: Terrassa 国際音声記号：[təˈrasə] タラサ）は、スペイン・カタルーニャ州バルセロナ県のムニシピオ（基礎自治体）。バルセロナの北北西28kmの距離にある。スペイン語表記はスペイン語: Tarrasa。公式名はカタルーニャ語名。

## 経済
タラサは隣接するサバデイとともに、バルセロナの北西に位置するコマルカバリェス・ウクシダンタルの中核となる自治体である。主な産業は繊維などの製造業およびサービス業である。

## 地理
タラサはバルセロナ北西の沿岸盆地に位置する。海抜は約280mであり、山や谷がある起伏に富んだ地形である。周囲にはモンセラート山やサン・リョレンス自然保護区などの山地が広がっている。

### 人口
| タラサの人口推移 1900－2010                             |
|                                                         |
| 出典:INE（スペイン国立統計局）1900年 - 1991年、1996年 - |

## 歴史
タラサはローマ時代に建設されたEgaraという町に由来する。
タラサが歴史的に注目されだしたのは、19世紀カタルーニャに産業革命が起こり、毛織物産業がこの地で興ってからである。これを機に都市として発展し、多くの工場や建築物が建てられた。Vapor Aymerich, Amat i Jover (1907),  Masía Freixa (1907)　など、カタルーニャのアールヌーヴォーとも言われるムダルニズマによる建築群が当時の面影を残している。
現在は歴史的建築物を整備し、またジャズフェスティバルを開催するなど、文化を前面に押し出した街づくりをしている。
タラサの名は、ラテン語「Terracium castellum （土の城）」に由来すると考えられている。

## 交通
主要道路で各都市と結ばれている。バルセロナからの所要時間は約30～40分
- 高速道路C-58（バルセロナからマンレーザ内陸方面）
- 高速道路C-16（バルセロナからマンレーザ内陸方面、有料）

市内の鉄道路線はバルセロナ近郊区間に含まれ、レンフェ及びカタルーニャ公営鉄道(FGC)でバルセロナと直結している。バルセロナからの所要時間は約45分
- レンフェC4線（市内には2駅がある）
- FGC　S1線（旧市街地に駅がある、中部－北部への延伸工事中でレンフェに接続する）

## 文化
タラサではサッカー、水泳、ホッケーなどのスポーツが盛んである。特にホッケーはオリンピック代表選手を輩出するなど活躍が際立っており、1992年バルセロナオリンピックではホッケー競技が行われた。
毎年ジャズフェスティバルが開催されている。
市内にはカタルーニャ工科大学（UPC）のキャンパスがある。
中世の教会や19世紀のモデルニズモ建築などが点在している。
- Castell de Vallparadís,　中世の城、現在は市立博物館
- Vallparadís,　市内を縦断する谷、現在は公園として整備されている
- Sant Pere de Terrassa　中世の教会
- Masia Freixa(1907年),　曲線のアーチが特徴的なガウディ風の建築。
- Vapor Aymeric Amat i Jover(1907年),　州立科学技術博物館、モデルニズモ建築の工場跡

## ギャラリー

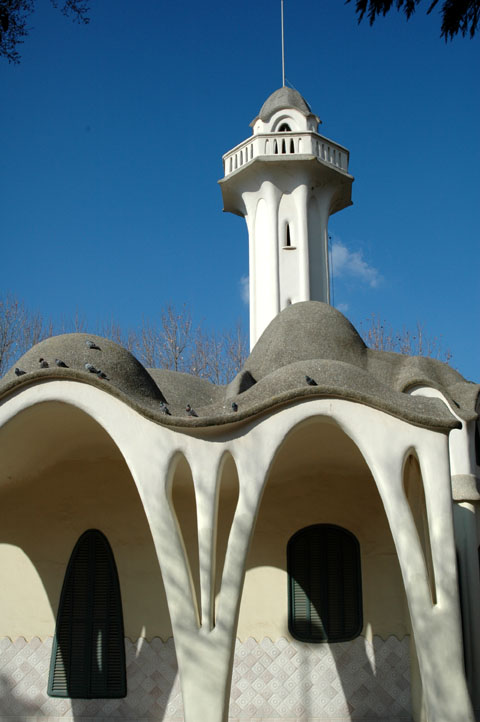
Masia Freixa
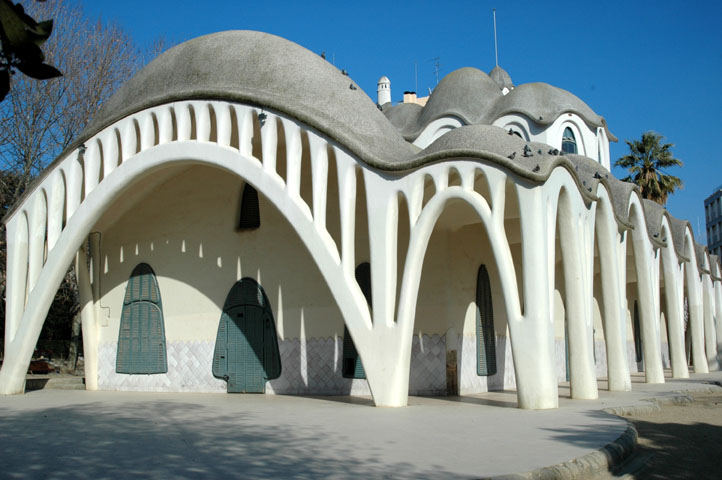
Masia Freixa
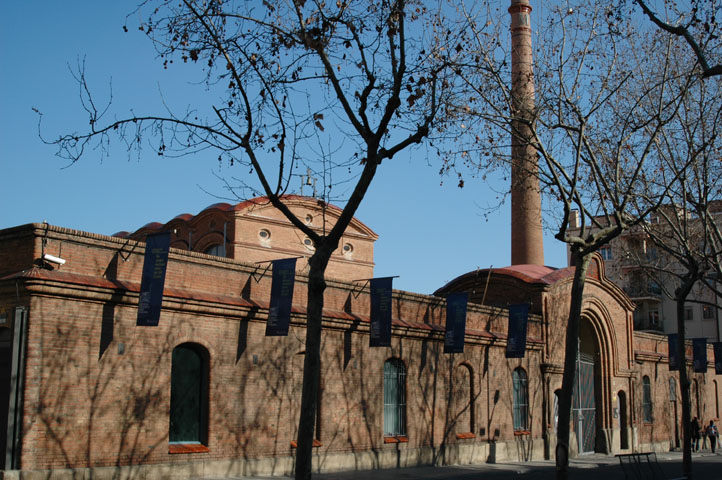
Vapor Aymeric